# Samuel Usque
Samuel Usque (* um 1500 in Lissabon; † nach 1555 in Italien oder Palästina, eventuell in Safed) war ein portugiesischer Dichter und Historiker. Er ist der Verfasser der Consolação às tribulações de Israel.

## Leben

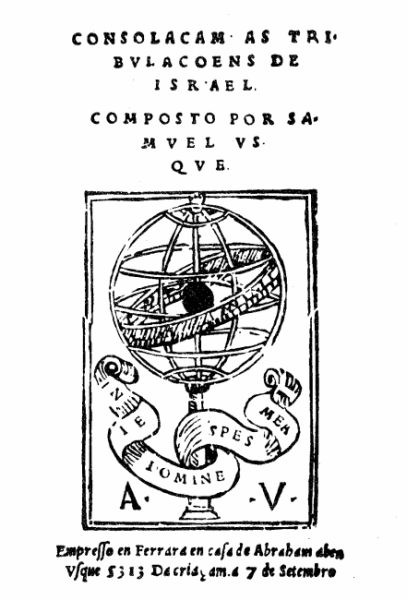
Consolacam as tribulacoens de Israel – Titelblatt der Erstausgabe von 1553

Wenig ist bekannt von der Biographie Samuel Usques. Das meiste zu seinem Leben kann seinem Buch Consolaçam as tribulaçoens de Israel (Trost für die Drangsale Israels) entnommen werden.
Samuel Usque stammt aus einer jüdischen Familie aus Spanien (Huesca?), die 1492 nach Portugal vertrieben und 1497 zwangsgetauft wurde. Zu dieser Zeit wurde Usque in Lissabon geboren. Sein christlicher Name ist nicht überliefert. Als Marrane war er Zeuge der Massentaufe in Portugal von 1497 und des Massakers von Lissabon von 1507. Usque sprach mehrere Sprachen (neben der Muttersprache Portugiesisch verstand er auch Spanisch, Italienisch, Latein und Hebräisch) und verfügte über Kenntnisse der biblischen und nachbiblischen Literatur. Er kannte auch die klassischen griechischen Autoren. Obwohl seit 1497 der Besitz von hebräischen Büchern in Portugal verboten war, erwarb er sich große Kenntnisse in der rabbinischen Literatur und zitierte aus dem Talmud, dem Midrasch und aus Maimonides.
Um 1530, als die Einführung der Inquisition in Portugal immer mehr absehbar war, floh Samuel Usque nach Italien. Der Weg führte ihn über England, Flandern, und von dort über die Alpen nach Mailand. Erste größere Station in Italien war Neapel, wo er sich mit Samuel Abravanel und dessen Gattin Benvenida befreundete. Sein Weg führte ihn weiter nach Istanbul und Saloniki und schließlich nach Safed in Palästina. Bei der Rückkehr nach Italien zog er über Böhmen um 1550 nach Ferrara. Hier fand er eine funktionsfähige jüdisch-portugiesische Gemeinde vor. Er traf auf zwei Namensvetter: den Drucker Abraham Usque und den Dichter Solomon Usque. Ob und wie er mit den beiden verwandt war, ist nicht gesichert. In Ferrara lebten mittlerweile auch Benvenida Abravanel und Gracia Nasi, die beide als Mäzeninnen wirkten und Usque in seiner Arbeit unterstützen. Gracia Nasi widmete er denn auch seine Schrift Zur Tröstung Israels, die 1553 bei Abraham Usque in Ferrara gedruckt wurde.
Über den weiteren Lebensgang von Samuel Usque ist wenig bekannt. Einige Quellen vermuten, dass er von Italien erneut nach Palästina zog und in Safed verstarb.

## Consolação às Tribulações de Israel
In seinem Hauptwerk Consolacam as tribulacoens de Israel beschreibt Samuel Usque die Leidensgeschichte des jüdischen Volkes von der Antike bis zu seiner Zeit. Usque wählte dazu die in der Renaissance verbreitete Form des pastoralen Dialoges.
Der Dialog spielt sich zwischen drei allegorischen Hirtengestalten ab. Ycobo (Jakob) ist der Repräsentant des jüdischen Volkes, der in der Ich-Form die jüdischen Geschichte erzählt. Ihm zur Seite stehen Numeo (Nahum), der Tröster und Zicareo (Zacharias), der „Erinnerer“.
Die Geschichte des jüdischen Volkes wird in drei Dialogen (Tagen) chronologisch dargestellt. Am ersten Tag (Diálogo pastoril) wird die Geschichte der biblischen Zeit bis zur Babylonischen Gefangenschaft erörtert. Der zweite Tag (Diálogo segundo) behandelt die Zeit des zweiten Tempels bis zu dessen Zerstörung. Am dritten Tag (Diálogo terceiro) werden 37 Verfolgungen vom siebten Jahrhundert bis 1533 dargestellt. Usque stützte sich sowohl auf hebräische wie auch auf italienische und lateinische Quellen und verarbeitet außerdem eigene Erlebnisse.
Die Schrift war Gracia Nasi gewidmet; eigentliche Adressaten waren die aus Portugal vertriebenen Marranen (An die Herren der Verbannung aus Portugal.)
Die erste Ausgabe, die 1553 in Ferrara erschien, wurde schon kurz nach ihrer Erscheinung zum größten Teil von der Inquisition zensiert. Die zweite Auflage (Amsterdam 1559) markiert den Beginn der sefardischen Literatur der Niederlande.
Samuel Usque gilt mit der Consolação, der Tröstung für die Drangsale des jüdischen Volkes, als Klassiker der portugiesischen Literatur und als einer der ersten Historiographen der jüdischen Geschichte.
Ausgaben
- Consolacam as tribulacoens de Israel. Composto par Samuel Usque Ferrara 1553 (zweite Auflage Amsterdam 1559).
  - Consolação às tribulações de Israel. Reprint der Ausgabe von 1533 mit Einführungen von Yosef Hayim Yerushalmi und José de Pina Martins. 2 Bände. Lissabon 1989
  - Samuel Usque’s Consolation for the tribulations of Israel. Englische Übersetzung von Martin A. Cohen. Philadelphia 1977.
  - A consolation for the tribulations of Israel, third dialogue. Englische (Teil-)Übersetzung von Gershon I. Gelbart. New York 1964.
  - Bay di ṭaykhn fun Porṭugal: Shemu’el Usḳi, zayn tḳufe un zayn „Ṭraysṭ tsu di Laydn fun Yisroel“. Jiddische Übersetzung von Eliyohu Lipiner. Buenos-Aires 1949.
  - Consolaçam ás tribulaçoens de Israel. Herausgegeben und kommentiert Mendes dos Remedios. 3 Bände. Coimbra 1906–1908.